# Digital assistent

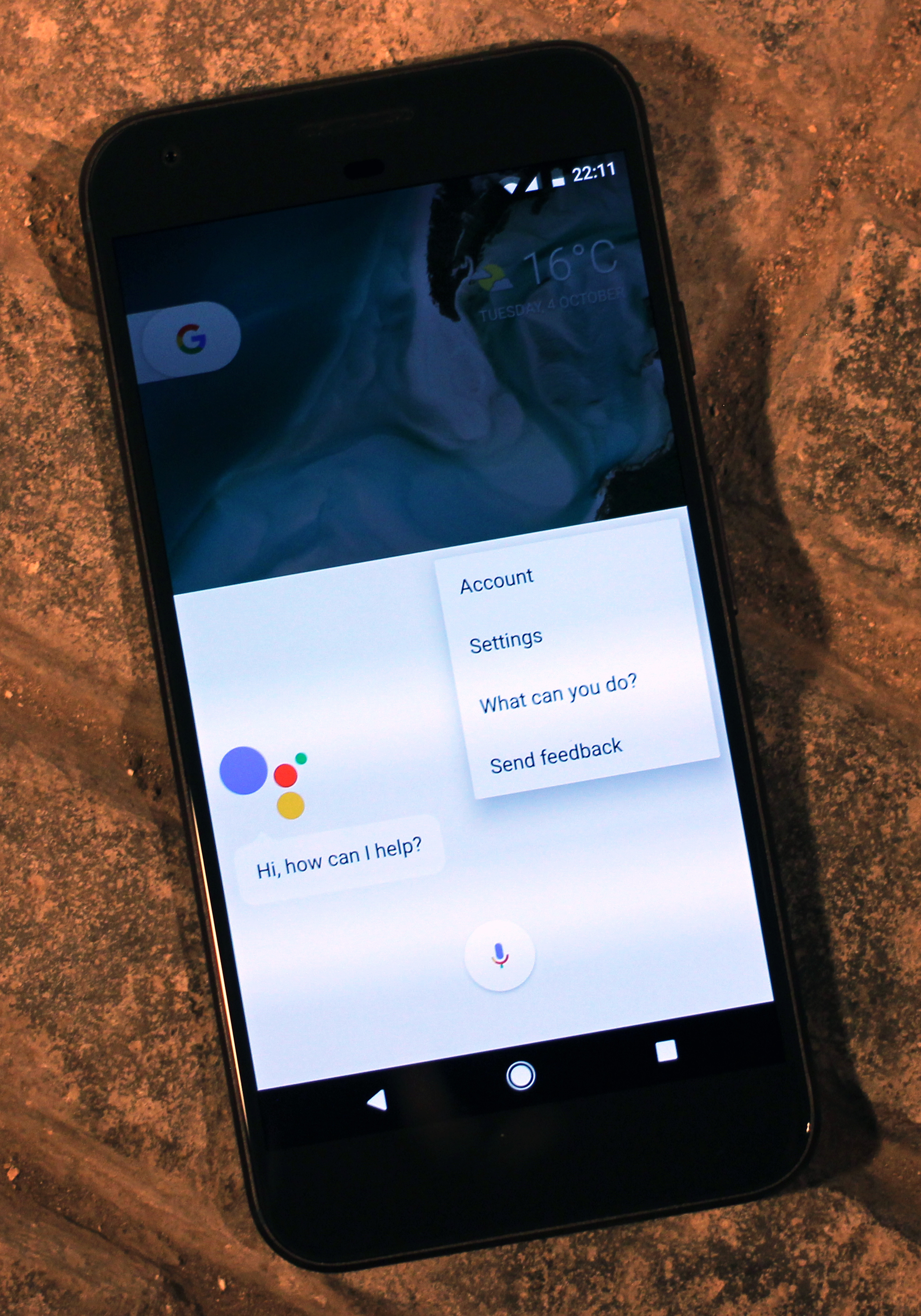
Google Assistant som här körs på smarttelefonen Pixel.

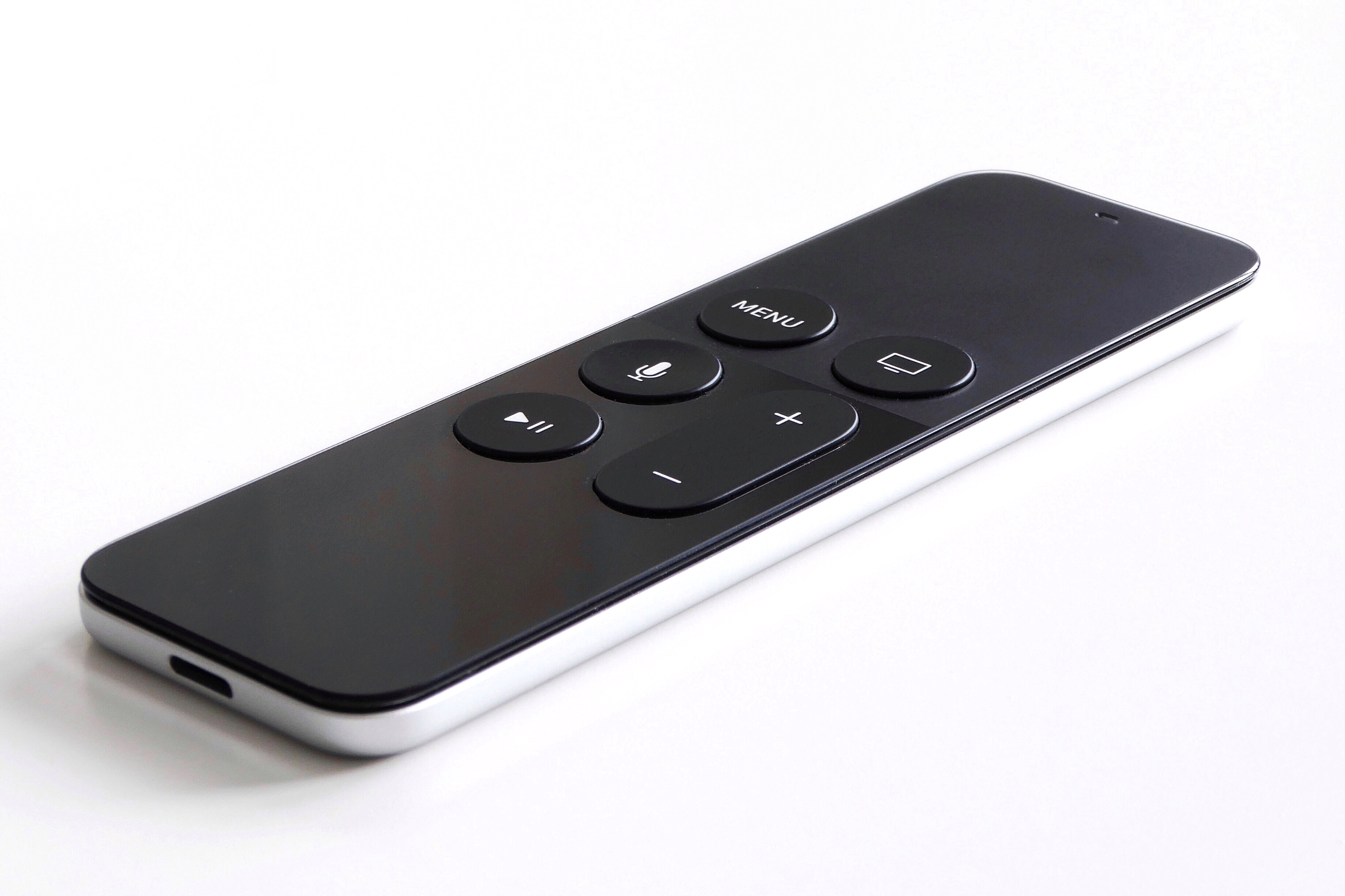
Den digitala assistenten Siri finns inbyggt i fjärrkontrollen för Apple TV, som man kan använda för att hitta bland annat filmer.

En digital assistent (på engelska: virtual assistant) är en agent (intelligent agent) som genom artificiell intelligens kan utföra uppgifter eller besvara frågor åt en person, och kan vara röst- eller textstyrd. En textstyrd digital assistent är en typ av chattbot. Tidiga digitala assistenter kunde hjälpa användare att hitta i systemdokumentationen, exempelvis Microsoft office assistant (det animerade "gemet" som fanns 1997 till 2007), på en webbplats, eller med teknisk felsökning. 
De digitala assistenter som är tillgängliga för konsumentbruk har under 2010-talet blivit allt bättre på röststyrning och språkteknologi (natural language processing), och kallas därför talassistenter. Talassistenter finns bland annat tillgängliga i Smartmobiler, smartklockor, smarta högtalare och datorer.
Kända exempel är Apple Siri, Google Assistant, Amazons Alexa, Microsoft Cortana.   
Digitala assistenter har också blivit vanliga som stöd åt företag och deras supportfunktioner mot kund, så kallade digitala medarbetare, som klarar att svara på de flesta[källa behövs] frågor. Genom att använda natural language understanding (NLU) och natural language processing (NLP) i kombination med maskininlärning, så fungerar dessa nästan som en klon av befintlig personal. På grund av den snabba utvecklingen och de plattformar som nu finns tillgängliga kan även mindre företag dra nytta av denna teknik, Googles Dialogflow är en av marknadsledarna, men även IBM, Microsoft och andra erbjuder liknade service.
En talassistent som är inbyggd i en högtalare kallas smart högtalare. Kända exempel är Amazon Echo,  Google Home och Apple HomePod.
De mest använda digitala assistenterna i USA var, enligt en onlineundersökning från maj 2017, Apples Siri (34%), Google Assistant (19%), Amazons Alexa (6%) samt Microsoft Cortana (4%). Samsung har även en digital assistent vid namn Bixby.